# Telematyczność
Telematyczność jako kategoria estetyczna, jest stosowana w odniesieniu do sztuki nowych mediów. 
Jest to umiejętność „odczuwania” sensualnego niczym  w rzeczywistości materialnej  zjawisk umiejscowionych w środowisku elektronicznym,. Stanowi przykład zjawiska, które dotyczy ludzkiego doświadczenia, ale nie posiada podłoża fizycznego. 
Telematyczność przykładowo odnosi się do działania w rzeczywistości materialnej za pomocą użycia 
interfejsów, w większości  wizualizujących.  Przykładowo dających sposobność  mechanicznego działania takich jak interfejsy np. dotykowe. 
Telematyczność charakteryzuje aspekt wrażenia, które albo uzupełnia to przywodzące na myśl rzeczywistość materialną, lub zupełnie  od nowa konstruuje sensualistyczną egzystencje ludzką
w elektronicznym realis.
Chcąc mówić o „doświadczeniu telematycznym” biorąc pod uwagę naturę rzeczywistości
elektronicznej, ujmujemy owo doświadczenie jako po trosze pokrewne, z punktu widzenia poznawczego oraz symultanicznie różne w sensie ontycznym, od doznania w rzeczywistości materialnej.
Z uwagi na to, iż „doświadczenie telematyczne” wywodzi się z rzeczywistości
elektronicznej, realizowane jest w odmiennym środowisku, posiada odmienny tok oraz naturę.
Widoczne staje się to przykładowo  w ramach „środowiska 3D”, w którym odczucie rodzi się
jako następstwo influencji „polisensorycznego”, odnosząc się przede wszystkim do dwóch zmysłów,
jednak we właściwym sensie może przejawiać się w całości odczuwania.
Efekt zmysłowy nie musi być dosłowny, są dzieła bardziej i mniej telematyczne.
Roy Ascott w swojej publikacji pod tytułem Telematic Embrace. Visionary Theories of Art, Technology, and Consciousness zauważa, że: „W sztuce telematycznej nasza teleobecność podlega dystrybucji w internecie. Jesteśmy obecni zarówno tutaj jak i tam, poza ciałem  i ponownie ucieleśnieni, zdematerializowani i zrekonfigurowani w tym samym czasie.”

## Wybrane przykłady telematyczności w sztuce
„Videoplace” (1970); M. Krueger  – stanowi jedną z pierwszych instalacji odnoszących się  do idei telematyczności.
If You are close to me (2006–2007); Sonia Cillari  - interaktywna instalacja.
Przeciw Nicości – Całość i Nieskończoność (2005–2006); Ksawery Kaliski - interaktywna instalacja .
Telematic Dreaming (1992); Paul Sermon
Touch the small world (2009); Hideyuki Ando
GravityGrabber (2008); K. Minamizawa, H. Nii, N. kawakami, S. Tachi